# أوستن بولد
نادي أوستن بولد لكرة القدم (بالإنجليزية: Austin Bold Football Club) هو فريق كرة قدم أمريكي احترافي أسس في سنة 2017 بمدينة أوستن بولاية تكساس الأمريكية ويلعب الفريق على ملعب بولد.